# هيليو دوس أنجوس
هيليو سيزار بينتو دوس أنجوس (بالبرتغالية: Hélio dos Anjos) برازيلي من مواليد: 7 آذار/مارس 1958. يشتهر باسمه الأخير أنجوس أو دوس أنجوس، ابرز النوادي التي عمل معها: غريميو وجوفنتود وغوياش وفورتاليزا واتلتيكو باراناينسي وفيتوريا وجوفينيل وفاسكو دا غاما.
ودرب مؤخرا المنتخب السعودي لمدة 15 شهر وحصل على المركز الثاني في بطولة كأس آسيا 2007.وغادر أخيرا المنتخب السعودي لتدريب فريق غوياس البرازيلي

## روابط خارجية
- هيليو دوس أنجوس على موقع قاعدة بيانات كرة القدم.إي يو (الإنجليزية)
- هيليو دوس أنجوس على موقع عالم كرة القدم.نت (الإنجليزية)